# Клара Мей
Клара Хаґман (швед. Clara Hagman народ. 9 липня 1991), найвідоміша під псевдонімом Клара Мей (швед. Clara Mae — шведська співачка та автор-виконавець. На сьогодні має контракти з лейблами Big Beat і Atlantic Records, для яких випустила сингли «I'm Not Her» і «I Forgot». З 2009 по 2012 роки була учасницею групи Ace of Base. 2016 року за участю KREAM вона випустила пісню «Taped Up Heart», яка зайняла 21 місце в Billboard Hot Dance / Electronic Songs chart.

## Юні роки
Народилася 9 липня 1991 року у Євле, Швеція. 2002 року брала участь у конкурсі пісні Lilla Melodifestivalen, де виконала власну пісню «Hej, vem är du» і посіла четверте місце. Протягом трьох років вивчала джазовий вокал і фортепіано. Для продовження музичної кар'єри переїхала до Стокгольму.

## Кар'єра
На початку своєї кар'єри співпрацювала з продюсерами Девідом Гетта і Tiësto. 2008 року брала участь у конкурсі Next Star, де виконала пісню Вітні Х'юстон «I Will Always Love You», і посіла, у підсумку, друге місце. Наступного року вона брала участь у півфіналі шоу "Idol 2009" після того, як на прослуховуванні виконала пісню Даффі «Warwick Avenue». Там вона виконала пісню групи Oh Laura «Release Me», але не змогла потрапити до фіналу. Також у 2009 році вона була запрошена Ульфом Екбергом і Йонасом Берггреном до складу Ace of Base. Разом з іншою співачкою, Юлією Вільямсон, вона замінила колишніх учасниць Єнні і Лінн Берггрен. У вересні 2009 року колектив почав працювати над новим альбомом. У вересні 2010 року група випустила альбом The Golden Ratio, а у 2012 році Клара офіційно покинула Ace of Base.
У 2014 році вона офіційно взяла собі псевдонім «Клара Мей» і випустила перший сингл як сольна виконавиця, «Changing Faces». До цього вона виступала під справжнім прізвищем. 2015 року випустила новий сингл, «Avalon». 2016 року взяла участь у виконанні пісні Steve Void & No Mondays, «Chemistry», а також випустила сольний сингл, «STRIP».
У тому ж році вона стала співавтором і взяла участь у записі пісні KREAM, «Taped Up Heart», яка змогла посісти 21 місце в the Billboard Hot Dance / Electronic Songs chart і 70 місце в the Swedish chart. Була бек-вокалісткою у Габріели Гунчікової, що представляла Чехію на Євробаченні 2016 з піснею "I Stand". 2017 року підписала контракт з лейблом Big Beat Records (підлейблом Atlantic Records). У листопаді того ж року вона випустила свій перший сингл на великому лейблі «I'm Not Her». У січні 2018 року випустила акустичну версію пісні. Виступила запрошеною виконавицею в пісні Фелікса Єна, «Better», реліз якої відбувся в лютому 2018 року. У березні того ж року відбувся випуск її другого синглу на Big Beat, «I Forgot».

## Дискографія

### Сингли

#### У якості ведучого виконавця
| «I'm Not Her»                                                                 | 2017 | - | - | Sorry for Writing All the Songs About You — EP |
| «I Forgot»                                                                    | 2018 | - | - | Sorry for Writing All the Songs About You — EP |
| «-» означає, що запис не потрапив в чарти або не виходив на певній території. |      |   |   |                                                |

#### У якості запрошеного виконавця
| Назва                                         | Рік  | Вища позиція в чартах | Вища позиція в чартах | Альбом            |
| Назва                                         | Рік  | SWE                   | US Elec.              | Альбом            |
| --------------------------------------------- | ---- | --------------------- | --------------------- | ----------------- |
| «Taped Up Heart» (KREAM спільно з Кларою Мей) | 2016 | 70                    | 21                    | Неальбомний сингл |